# モーセの発見 (プッサン)
『モーセの発見』（モーセのはっけん、英: The Finding of Moses）、または『川から救われるモーセ』（かわからすくわれるモーセ、仏: Moïse sauvé des eaux）は、17世紀フランスの画家ニコラ・プッサンが1651年にキャンバス上に油彩で制作した絵画である。『旧約聖書』の「出エジプト記」 (2章1-9) に記述されているモーセに関する逸話を主題としている。1988年に国家遺産記念基金、芸術基金や財団、個人の援助を受け、カーディフ国立博物館とロンドン・ナショナル・ギャラリーにより共同で購入され、以来、両美術館で交互に展示されているようだ。

## 歴史
プッサンは、モーセの生涯の出来事を少なくとも19回は描いた。そのうち、川から救われるモーセを表した絵画は3点あるいは、おそらく4点制作している。現存しているのは本作と、パリのルーヴル美術館に所蔵されている2点である。これらの作品中、本作は最も遅い時期に描かれたもので、最も完成度が高い。本来、リヨンの絹織物商人ブナルダン・レノン (Benardin Reynon) に発注されたが、後にリシュリュー枢機卿の甥リシュリュー公爵、さらに17世紀フランスの海軍大臣セニュレー侯爵ジャン＝バティスト・コルベール  (ピエール・ミニャールの『セニュレー侯爵夫人とその2人の息子たち』がナショナル・ギャラリーに所蔵されている) など錚々たる人物に所有された。

## 作品
「出エジプト記」によれば、エジプトに移住したイスラエルの民は人口が増大したが、エジプト人たちに迫害されるようになった。ファラオは「イスラエルの民に男子が生まれたら殺せ」という命令を下す。そのころ、イスラエル人の夫婦に男子が生まれたが、母ヨケベドは息子を殺すことができず、籠に入れてナイル川に流した。
画面は、左寄りで黄色い衣服を纏って立っているファラオの王女テルムティス (Thermutis) がモーセを川から救い出したところを表している。ここがエジプトであることは、様々なモティーフによって示されている。中央右寄りの岩の上ではナイル川を象徴する河神がスフィンクスを抱いており、岸辺にはシュロの木が立ち、奥にはオベリスクがそびえている。左側の神殿の手前左側では、エジプト人司祭が犬の形をしたアヌビス神を礼拝している (絵具が薄れて透き通ってきたため、はっきりと見えない)。なお、中央奥に小さく見える、屋上に雨水を溜める壺がある建物は、1600年にローマ近郊のパレストリーナにあるフォルトゥーナ (Fortuna) 神殿で発見されたモザイクにもとづいている。
本作が興味深く、また美しいのは人物たちの配置による。古代彫刻にもとづく人物像はすべて女性で、それぞれがこの劇的な場面で自身の役割を見事に演じている。王女テルムティスは寛大で威厳があり、侍女たちは好奇心とうれしさでいっぱいである。モーセを抱いている白衣の女性は彼の姉ミリアムであろう。モーセが流された時、少し離れたところから見守り、自分たちの母をモーセの乳母として王女に薦めたのは彼女である。出来事の喜ばしさが、女性たちの衣服に見られる明るい色彩と彼女たちの身振りによって表現されている。また、色彩豊かな衣服は陽光の中で輝き、エジプトの温暖な気候を示唆している。

## ギャラリー

プッサン『川から救われるモーセ』 (1638年)、ルーヴル美術館、パリ
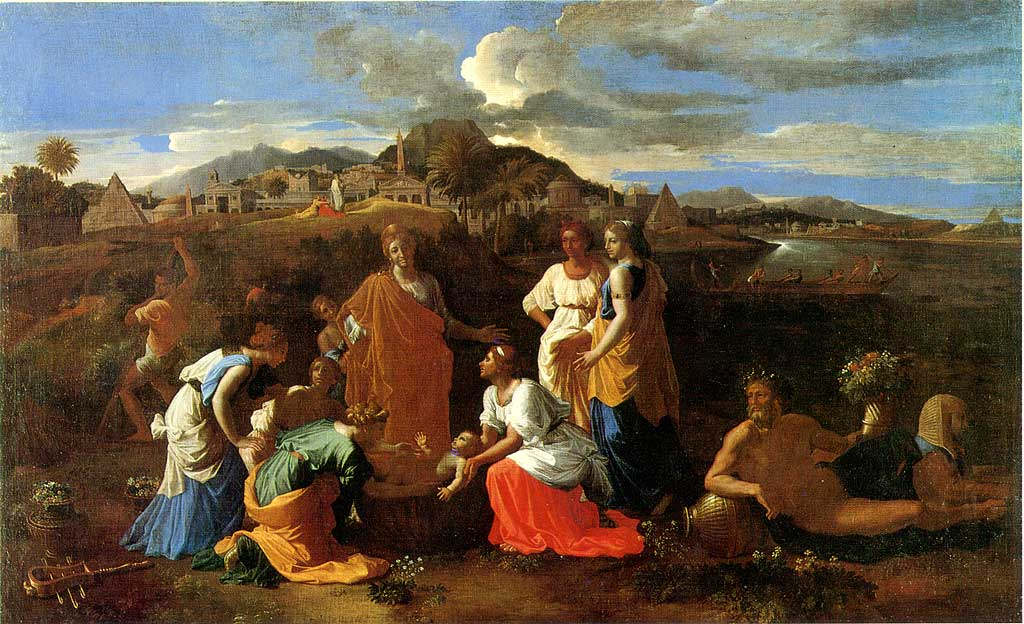
プッサン『川から救われるモーセ』 (1647年)、ルーヴル美術館、パリ